# Ludacris
Кристофер Брајан Бриџиз (енгл. Christopher Brian Bridges; Шампејн, 11. септембар 1977), познатији под сценским именом Лудакрис (енгл. Ludacris), амерички је репер, глумац и предузетник. Заједно са менаџером Чака Зулуом основао је издавачку кућу Disturbing tha Peace, која је огранак Def Jam Recordings-а.

## Дискографија
Студијски албуми
- Incognegro (1999)
- Back for the First Time (2000)
- Word of Mouf (2001)
- Chicken-n-Beer (2003)
- The Red Light District (2004)
- Release Therapy (2006)
- Theater of the Mind (2008)
- Battle of the Sexes (2010)
- Ludaversal (2015)